# 南パラZ!
『南海パラダイス!』（なんかいパラダイス）およびその後継番組『南パラZ!』（なんパラゼット）は、関西テレビほかで放送されていたトークバラエティ番組である。製作局の関西テレビでは2005年10月7日から2009年3月27日まで放送。

## 概要
いずれも南海キャンディーズの山里亮太と山崎静代がメインを務めた深夜番組で、2人にとっては初の冠番組だった。他に、前番組『りえむら』に出演していた女性ユニット・newnewも出演していた。
番組は2007年9月28日まで『南海パラダイス!』（なんかいパラダイス）というタイトルで放送されていたが、同年10月5日放送分をもって『南パラZ!』へと改題リニューアルした。『南パラZ!』初回放送日当日の番組表では［新］マークが付いており、『南海パラダイス!』とは別番組扱いになっていた。
山里が絶叫マシンに乗ることを拒絶してスタッフを怒らせ、出演者とスタッフとの間に出来た溝が埋められず、番組は2009年3月27日放送分をもって終了した。

## 出演者

### メイン司会
- 南海キャンディーズ（しずちゃん・山里亮太）

### 進行
- 杉本なつみ（当時・関西テレビアナウンサー）

### その他のレギュラー
- 高見こころ（newnew）
- 赤松悠実（newnew）
- 安藤絵里菜（newnew）
- 小林せな（newnew）
- 児玉菜々子（newnew）

## スタッフ
- 構成：やまだともカズ、岸本尚久、野口勉
- ブレーン：田中文章
- TD （テクニカルディレクター）：西村武純・横山和明・日浅宏一（KTV）（週替わり）
- CAM（カメラマン）：横山和明・中山秀一（KTV）（週替わり）
- VE （ビデオエンジニア）：山本倫久・帆足聡一郎・松浦洋輔（KTV）（週替わり）
- 音声：宮島雅俊・坂田常夫・筒井亨（KTV）、長池哲、浦島静（週替わり）
- 照明：中島啓・金子宗央（KTV）、大石竜也（週替わり）
- VTR編集：古賀喜和 ／ 迎田一幸・瀬戸口雅裕（KTV）
- MA：桂英一 ／ 筒井亨・永田誠（KTV）（週替わり）
- 効果：田淵健太、浦谷幸
- 美術プロデューサー：古江薫・杉山茂光・池田和彦（KTV）
- セットデザイン：井内克信
- 美術進行：中越章浩
- 大道具：サンケイビルテクノ
- 装飾：高津商会
- 電飾：ズイコー21
- メイク：パウダー
- 衣裳：CIEL
- タイトルCG：谷信之
- タイトル：溜池尚毅、芦原祥浩、広田真吾
- TK （タイムキーパー）：中嶋多実子
- 広報：金子佳奈子・大村貴子・北村友香理（KTV）
- FD （フロアディレクター）：山崎啓仁（クリエイティブ勇気）
- ディレクター：相馬芳匡（KTV）、宮本理香（ZettonZ）、南脇亮太（パワーステーション）、生垣晃・東野和全・加藤麻衣（KTV）、田辺佳史、山田晃、山崎英河
- AP （アシスタントプロデューサー）：辻本千賀（ELF engecy）、地主佳代
- プロデューサー：水戸徹（KTV）
- 技術協力：ウエストワン、テレコープ、写影、テレプロ・カム、テーク・ワン
- 制作協力：ELF engecy、ZettonZ、パワーステーション、クリエイティブ勇気、オンタイム
- 制作著作：関西テレビ

## 主なコーナー
ゲストトークコーナー
芸能・スポーツなど各界で活躍する著名人をゲストに迎え、南海キャンディーズが彼らとトークを展開するコーナー。主に千鳥などを招いていた。最近はグラビアアイドルや吉本興業所属の主に関西で活躍する若手芸人、南海キャンディーズと仲の良いゲストとのトークが多かった。
おでかけ!newnew
newnewのメンバーが関西各地を回るVTRロケコーナーで、グルメやファッションなどの最新の流行事情をリポートしていた。
モバイル世論調査!やまざと好奇心
世間一般の人々が常日頃思っている事を調査するコーナーで、視聴者が携帯電話を使ってそれを山里に伝えるという方式で行われていた。
南パラ通信
最新のCD、DVD、書籍などの情報や関西テレビが主催・後援するイベントの情報、同局製作番組の情報などを伝えていたコーナー。毎回newnewのメンバーの1人が案内役を務めていた。演出家の蜷川幸雄が舞台の宣伝のために出演した際、スタッフから「南海キャンディーズというコンビはご存知ですか?」との質問を受けて「知らねぇよ!」と一蹴したことがある。

## 放送局
| 放送対象地域   | 放送局                    | 系列           | 放送日時                                                                         | 備考                                                          |
| -------------- | ------------------------- | -------------- | -------------------------------------------------------------------------------- | ------------------------------------------------------------- |
| 近畿広域圏     | 関西テレビ                | フジテレビ系列 | 金曜 25:05 - 26:00 （2008年4月4日まで） 金曜 25:05 - 25:59 （2008年4月11日以降） | 製作局                                                        |
| 宮城県         | 仙台放送                  | フジテレビ系列 | 木曜 25:45 - 26:40                                                               | 6日遅れ 2008年3月27日放送分をもって打ち切り                   |
| 島根県・鳥取県 | 山陰中央テレビ            | フジテレビ系列 | 火曜 24:35 - 25:30                                                               | 11日遅れ 『南パラZ!』は未放送                                 |
| 岡山県・香川県 | 岡山放送                  | フジテレビ系列 | 水曜 24:35 - 25:35                                                               | 12日遅れ 2008年3月26日放送分をもって打ち切り                  |
| 日本全域       | 関西テレビ☆京都チャンネル | CS放送         | 水曜 20:00 - 21:00 ほか                                                          | リピート放送あり リピート放送の頻度と日時は時期によって異なる |

## 生放送スペシャル
- 2006年10月9日 15:29 - 15:58に、大阪市北区にある中之島公園剣先広場の特設会場にて公開生放送を行った。
- 2008年12月30日 24:30 - 27:25には3時間生スペシャルを放送。この回のみ、ネット局である岡山放送でも同時ネットで放送された。

## タイアップ商品
2006年9月1日から10月6日までの間、東北・関西・中国・四国地方（当時番組が放送されていたエリアとその周辺地域）のファミリーマートで、同社と番組が共同開発したオリジナル弁当が限定販売された。販売されたのは、山里が考案した「ごはんDEパラダイス弁当」、山崎が考案した「チーズフォンデュ弁当」、そして「南海パラダイス!弁当」の3種類である。